# Slađan Ašanin
Slađan Ašanin (Zagreb, 13. kolovoza 1971.) je umirovljeni hrvatski nogometaš.

## Klupska karijera
Slađan Ašanin je svoju profesionalnu karijeru započeo u Inkeru iz Zaprešića 1993. te se zadržao u njemu sljedeće tri godine. Nakon toga odlazi u Slaviju Prag, a nakon dvije godine igranja u Češkoj, kupuje ga Borussia Mönchengladbach. S Borussijom je odigrao 150 utakmica u Bundesligi.
2004. odlazi igrati u njemački drugoligaš LR Ahlen u kojem ostaje do 2006., nakon čega se vratio u Hrvatsku u trećeligaški klub NK Samobor u kojem je završio karijeru 2009. godine.

## Zanimljivosti
- 1999. godine je kao igrač momčadi Megaton Music GŠ osvojio malonogometni turnir Kutiju šibica.[4][5] Godine 2010. igrao je za momčad Jadransko osiguranje i stigao do završnice veteranske Kutije šibica ali su izgubili od Pulpit Elkre (Jadransko osiguranje - Pulpit Elkro 0:3).[6]